# 1925 en cyclisme
| Années du cyclisme : 1922 - 1923 - 1924 - 1925 - 1926 - 1927 - 1928    |
| Décennies du cyclisme : 1890 - 1900 - 1910 - 1920 - 1930 - 1940 - 1950 |

Les faits marquants de l'année 1925 en cyclisme.

## Par mois

### Mars
- 29 mars :
  - Costante Girardengo remporte Milan-San Remo pour la quatrième fois.
  - Julien Delbecque gagne le Tour des Flandres. C'est la première manche du championnat de Belgique sur route.

### Avril
- 12 avril : Félix Sellier gagne Paris-Roubaix.
- 12 avril : l'Espagnol Domingo Guttierez gagne le Grand Prix de Pâques.
- 19 avril : 1re manche du championnat d'Italie sur route, l'Italien Adriano Zanaga gagne Milan-Turin pour la deuxième fois. L'épreuve ne reprendra qu'en 1931.
- 26 avril : le Belge Denis Verschuren gagne le Tour de Belgique. C'est la deuxième manche du championnat de Belgique sur route.
- 26 avril : le Français Georges Davoine gagne la Polymultipliée.

### Mai
- 3 mai : le Belge Denis Verschuren gagne Paris-Tours.
- 3 mai : 2e manche du championnat d'Italie sur route, l'Italien Gaetano Belloni gagne le Tour du Piémont.
- 5 mai : le Suisse Hans Kaspar gagne le Championnat de Zurich.
- 11 mai : le Suisse Henri Suter gagne Bordeaux-Paris.
- 16 mai :  3e manche du championnat d'italie sur route, départ du Tour d'Italie.
- 17 mai : le Luxembourgeois Nicolas Frantz est champion du Luxembourg sur route pour la troisième année d'affilée.
- 24 mai : l'Espagnol Mucio José Miquel gagne le Tour de Catalogne pour la deuxième fois d'affilée.
- 31 mai : le Belge Gérard Debaerts gagne Paris-Bruxelles. C'est la troisième manche du championnat de Belgique sur route, Gérard Debaets devient champion de Belgique sur route. À partir de 1926 le championnat de Belgique sur route reprendra la formule d'une épreuve unique disputée sur circuit.

### Juin
- 7 juin : le Tour d'Italie est remporté par Alfredo Binda.
- 7 juin : le Français Gaston Deschamps gagne Paris-Bourges.
- 7 juin : l'Espagnol Telmo Garcia gagne la Vuelta a Los Puertos. L'épreuve ne reprendra qu'en 1928.
- 14 juin : le Belge Georges Ronsse gagne Liège-Bastogne-Liège.
- 14 juin : l'Italien Giovanni Tizzoni gagne les Trois vallées varésines.
- 14 juin : le Suisse Kastor Notter conserve son titre de champion de Suisse sur route.
- 21 juin : départ du Tour de France. L'aide entre équipier est autorisée sauf pour les boyaux. Des délais d'arrivée, pour tous les coureurs, de 20% du temps réalisé par le vainqueur de chaque étapes sont créés. Le nombre d'étapes à disputer passe à 18. l'Italien Ottavio Bottecchia est le grand favori de l'épreuve. D'ailleurs, il gagne en solitaire la 1ere étape Paris-Le Havre et prend le maillot jaune, 2eme le Français Francis Pélissier à 2 minutes 59 secondes, 3eme Adelin Benoit à 5 minutes 59 secondes.
- 23 juin : le Français Romain Bellenger gagne au sprint la 2eme étape du Tour de France Le Havre-Cherbourg, 2eme le Belge Adelin Benoit, 3eme le Luxembourgeois Nicolas Frantz, 4eme le Belge Auguste Verdyck, 5eme l'Italien Ottavio Bottecchia tous même temps. Le Français Francis Pélissier termine 33eme à 9 minutes 48 secondes. Au classement général 1er Bottecchia, 2eme Benoit à 5 minutes 59 secondes, 3eme Verdyck à 6 minutes 56 secondes.
- 23 juin : le Néerlandais Jorinus Van der Wiel est champion des Pays-Bas sur route pour la quatrième fois.
- 25 juin : le Belge Louis Mottiat gagne en solitaire la 3eme étape du Tour de France Cherbourg-Brest, 2eme le Belge Adelin Benoit à 5 minutes 38 secondes, 3eme le Luxembourgeois Nicolas Frantz à 6 minutes 37 secondes, 4eme le Français Francis Pélissier, 5eme le Belge Auguste Verdyck, tous même temps, l'Italien Ottavio Bottecchia est 12eme à 11 minutes 45 secondes. Le Belge Adelin Benoit prend le maillot jaune, 2eme Bottecchia à 8 secondes, 3eme Verdyck à 59 secondes.
- 26 juin : la traditionnelle étape Brest- Les Sables d'Olonne est scindée en deux vu son kilométrage. Le revers de la médaille pour les coureurs, c'est de ne pas avoir de temps de repos entre l'étape de 405 KM de la veille (soit 16 heures de vélo pour les derniers) et celle d'aujourd'hui même si elle part en fin de matinée.  Le Luxembourgeois Nicolas Frantz gagne au sprint cette 4eme l'étape, 2eme l'Italien Ottavio Bottecchia, 3eme le Belge Félix Sellier, 4eme le Belge Adelin Benoit, 10eme le Belge Auguste Verdyck, tous même temps. Pas de changement en tête du classement général. A noter l'abandon du Français Henri Pélissier, c'est ses adieux au Tour.
- 27 juin : le Luxembourgeois Nicolas Frantz gagne au sprint la 5eme étape du Tour de France Vannes-Les Sables d'Olonne, 2eme le Belge Félix Sellier, 3eme l'Italien Ottavio Bottecchia, puis tout le peloton. Pas de changement en tête du classement général
- 28 juin : l'Italien Ottavio Bottecchia gagne au sprint la 6eme étape du Tour de France Les Sables d'Olonne-Bordeaux, 2eme le Luxembourgeois Nicolas Frantz, 3eme le Belge Félix Sellier, puis tout le peloton. Pas de changement en tête du classement général
- 29 juin : l'Italien Ottavio Bottecchia gagne au sprint la 7eme étape du Tour de France Bordeaux-Bayonne, 2eme le Belge Auguste Verdyck, 3eme l'Italien Federico Gay tous même temps. Le Belge Adelin Benoit termine 10eme à 4 minutes 30 secondes. Au classement général, Bottecchia reprend le maillot jaune, 2eme Verdyck à 51 secondes, 3eme Benoit à 4 minutes 22 secondes. Il y a repos le 30 juin , c'était la 1ere fois dans l'histoire du Tour que 4 étapes se disputent 4 jours à la suite.

### Juillet
- 1er juillet : le Belge Adelin Benoit gagne, en solitaire et sous l'orage, la 8eme étape du Tour de France Bayonne-Luchon qui emprunte les cols d'Aubisque, du Tourmalet, d'Aspin et de Peyresourde, 2eme le Belge Omer Huysse à 9 minutes 4 secondes, 3eme l'Italien Ottavio Bottecchia à 11 minutes 45 secondes, 4eme le Luxembourgeois Nicolas Frantz à 21 minutes 49 secondes. Le Belge Auguste Verdyck 19eme à 1 heure 33 minutes quitte les premières places. Au classement général, Benoit reprend le maillot jaune, 2eme Bottecchia à 6 minutes 53 secondes, 3eme Huysse à 24 minutes 44 secondes.
- 3 juillet : le Luxembourgeois Nicolas Frantz gagne au sprint la 9eme étape du Tour de France Luchon-Perpignan qui emprunte les cols de Portet d'Aspet, de Port et du Puymorens, 2eme le Belge Albert Dejonghe même temps, 3eme le Belge Lucien Buysse à 6 minutes 5 secondes, 4eme l'Italien Ottavio Bottecchia même temps. Le Belge Adelin Benoit 20eme à 52 minutes 43 secondes perd le Tour. Au classement général, Ottavio Bottecchia reprend pour la 3eme fois le maillot jaune, 2eme Frantz à 13 minutes 20 secondes, 3eme Dejonghe à 26 minutes 25 secondes. Le Belge Omer Huysse 10eme à 35 minutes 13 secondes quitte les premières places. A noter les abandons du Français Francis Pélissier et du Belge Philippe Thys, pour ce dernier ce sont les adieux au Tour.
- 4 juillet : comme pour la 4eme étape, les coureurs n'ont pas un temps de récupération suffisant entre l'étape de la veille et celle d'aujourd'hui qui veut scinder en deux la traditionnelle étape Perpignan-Toulon. Le Belge Théophile Beeckman gagne détaché la 10eme étape du Tour de France Perpignan-Nimes, 2eme le Luxembourgeois Nicolas Frantz à 14 secondes, 3eme le Belge Félix Sellier, 4eme l'Italien Ottavio Bottecchia, 5eme le Belge Adelin Benoit, Tous même temps. Le Belge Albert Dejonghe termine 42eme à 2 minutes 37 secondes. Au classement général : 1er Bottecchia, 2eme Frantz à 13 minutes 20 secondes, 3eme Dejonghe à 28 minutes 48 secondes.
- 5 juillet : le Belge Lucien Buysse gagne détaché la 11eme étape du Tour de France Nimes-Toulon, 2eme l'Italien Ottavio Bottecchia à 48 secondes, 3eme le Belge Albert Dejonghe même temps, 4eme le Belge Auguste Verdyck à 4 minutes 49 secondes, 5eme le Luxembourgeois Nicolas Frantz à 8 minutes 25 secondes. Au classement général : 1er Bottecchia, 2eme Frantz à 20 minutes 57 secondes, 3eme Dejonghe à 28 minutes 48 secondes  Il y a repos le 6 juillet.
- 7 juillet : le Belge Lucien Buysse gagne la 12eme étape du Tour de France Toulon-Nice, qui après un 1er passage par Nice emprunte les cols de Braus, de Castillon et la Turbie (la boucle de Sospel), 2eme son équipier l'Italien Ottavio Bottecchia même temps, 3eme l'Italien Bartolomeo Aimo à 4 minutes 27 secondes, 4eme le Luxembourgeois Nicolas Frantz à 6 minutes 20 secondes. Le Belge Albert Dejonghe termine 18eme à 17 minutes 50 secondes. Au classement général, 1er Bottecchia, 2eme Frantz à 27 minutes 17 secondes, 3eme Dejonghe à 46 minutes 38 secondes.
- 9 juillet : l'Italien Bartoloméo Aimo gagne en solitaire la 13eme étape du Tour de France Nice-Briançon qui emprunte les cols d'Allos, de Vars et de l'Izoard, 2eme l'Italien Ottavio Bottecchia à 9 minutes 57 secondes, 3eme le Luxembourgeois Nicolas Frantz à 13 minutes 37 secondes. Le Belge Albert Dejonghe termine 17eme à 1 heure 34 secondes et perd le Tour. Au classement général, 1er Bottecchia, 2eme Frantz à 30 minutes 57 secondes, 3eme Aimo à 55 minutes 49 secondes.
- 11 juillet : le Belge Hector Martin gagne au sprint la 14eme étape du Tour de France Briançon-Evian qui emprunte les cols du Galibier, du Télégraphe et des Aravis, 2eme l'Italien Ottavio Bottecchia, 3eme l'Italien Bartolomeo Aimo, 4eme le Belge Lucien Buysse, 5eme le Belge Albert Dejonghe, tous même temps. Le Luxembourgeois Nicolas Frantz 10eme à 37 minutes 44 secondes a perdu le Tour. Au classement général, 1er Bottechia, 2eme Aimo à 55 minutes 49 secondes, 3eme Buysse à 58 minutes 38 secondes. Sauf accident Bottecchia a gagné le Tour.
- 12 juillet : l'Italien Ciaccheri gagne le Tour de Toscane.
- 13 juillet : le Luxembourgeois Nicolas Frantz gagne au sprint la 15eme étape du Tour de France Evian-Mulhouse qui emprunte le col de la Faucille, 2eme le Belge Hector Martin, 3eme le Belge Adelin Benoit, 4eme l'Italien Michelle Gordini, 5eme l'Italien Ottavio Bottecchia, 6eme le Français Jean Alavoine, 7eme l'Italien Bartolomeo Aimo, le peloton est arrivé groupé et toutes les places exactes n'ont pu être attribuées, le Belge Lucien Buysse arrive dans le peloton, lui et les autres dans le même temps que Frantz. Pas de changement en tête du classement général.
- 14 juillet : le Français François Urago gagne le Grand Prix d'Antibes.
- 15 juillet : le Belge Hector Martin gagne au sprint la 16eme étape du Tour de France Mulhouse-Metz, 2eme le Luxembourgeois Nicolas Frantz, 3eme le Belge Lucien Buysse, Tous même temps. L'Italien Ottavio Bottecchia finit 9eme à 3 minutes 2 secondes et son compatriote Bartolomeo Aimo termine 18eme à 5 minutes 6 secondes. Au classement général 1er Bottecchia, 2eme Buysse à 55 minutes 36 secondes, 3eme Aimo à 57 minutes 53 secondes.
- 17 juillet : le Belge Hector Martin gagne au sprint la 17eme étape du Tour de France Metz-Dunkerque, 2eme l'Italien Bartolomeo Aimo, 3eme le Belge Lucien Buysse, tous même temps. 4eme le Belge Albert Dejonghe à 47 secondes, 5eme l'Italien Ottavio Bottecchia à 1 minute 16 secondes, 12eme le Luxembourgeois Nicolas Frantz à 16 minutes 7 secondes. Au classement général, 1er Bottecchia, 2eme Buysse à 54 minutes 20 secondes, 3eme Aimo à 56 minutes 37 secondes.
- 19 juillet : L'Italien Ottavio Bottecchia gagne au sprint la 18eme étape du Tour de France Dunkerque-Paris, 2eme le Français Romain Bellenger, 3eme l'Italien Bartolomeo Aimo, 4eme le Belge Lucien Buysse, le Luxembourgeois Nicolas Frantz 7eme concède 54 secondes. Au classement général, Bottecchia remporte le Tour de France pour la deuxième fois d'affilée, 2eme Buysse à 54 minutes 20 secondes, 3eme Aimo à 56 minutes 37 secondes. Le coureur le plus acclamé durant ce tour de France est le Français Eugène Christophe qui termine pourtant que 18e à 6 heures 55 minutes de Bottechia. A 40 ans Cri-Cri le vieux gaulois n'a qu'une ambition, c'est de terminer un ultime Tour de France. Les spectateurs n'hésitent pas à l'attendre aux arrivés même s'il a du retard. Partout il lui est fait fête. Ainsi le public rend hommage à sa carrière débutée en 1904. Il a connu dans le peloton tous les grands de Maurice Garin jusqu'à Nicolas Frantz. Sa carrière n'est pas tout a fait terminée, il sera encore coureur professionnel en 1926 mais il ne participera plus au Tour de France.

### Août
- 2 août : le Belge Karel Van Hassel gagne le Grand Prix de l'Escaut .
- 2 août : 4e manche du championnat d'Italie sur route, l'Italien Costante Girardengo gagne le Tour de Vénétie pour la troisième année d'affilée.
- 2 août : l'Espagnol Ricardo Montero devient champion d'Espagne sur route.
- 9 août : le Belge August Verdyck gagne le Tour du Pays basque.
- 9 août : l'Italien Pietro Linari gagne le Grand Prix de Genève.
- 10 août : l'Allemand Richard Huschke redevient champion d'Allemagne sur route. L'épreuve ne reprendra qu'en 1928.
- 16 août : l'Italien Angelo Gremio gagne le Tour de Romagne pour la deuxième fois 12 ans après sa première victoire.
- 22 août : championnat du monde sur route à Apeldoorn (Pays-Bas) . Le Belge Henri Hoevenaers remporte la course amateur.
- 16 au 23 août : championnats du monde de cyclisme sur piste à Amsterdam. Le Suisse Ernest Kaufmann est champion du monde de vitesse professionnelle. Le Néerlandais Jaap Meyer est champion du monde de vitesse amateur.
- 23 août : le Français Achille Souchard devient champion de France sur route.

### Septembre
1er septembre : le Belge Georges Ronsse gagne la Coupe Sels.
6 septembre : 5e manche du championnat d'Italie sur route, l'Italien Costante Girardengo gagne le Tour d'Émilie pour la cinquième fois. L'épreuve ne sera pas disputée en 1926 et reprendra en 1927.
13 septembre : l'Italien Emilio Petiva gagne la coupe Placci pour la deuxième année d'affilée.
15 septembre : l'Italien Luigi Mainetti gagne le Trophée Bernocchi.
17 septembre : le Belge Aimé Dossche gagne le Championnat des Flandres.
20 septembre : 6e manche du championnat d'Italie sur route, l'Italien Costante Girardengo gagne Rome-Naples-Rome pour la cinquième fois.

### Octobre
11 octobre : 6e manche du championnat d'Italie sur route, l'Italien Gaetano Belloni gagne Milan-Modène pour la troisième fois.

### Novembre
1er novembre : l'Espagnol Ricardo Montero gagne la première édition du Tour d'Andalousie. L'épreuve ne reprendra qu'en 1955.
4 novembre : 7e manche du championnat d'Italie sur route, l'Italien Alfredo Binda gagne le Tour de Lombardie. À l'issue de la course l'Italien Costante Girardengo est champion d'Italie sur route pour la neuvième fois depuis 1913, seule la guerre a interrompu sa domination.
22 novembre: l'Espagnol Segundo Barruetabena gagne la première édition du Tour des Asturies.

## Principales naissances
- 12 mars : Louison Bobet, coureur cycliste français († 13 mars 1983).